# ティモテ
ティモテ（Timotei）は、ユニリーバが販売するシャンプーの商品名である。名称は本品含有成分の「チモシー」と俗称されるオオアワガエリに由来し、「髪に優しい北欧の七つの野草（ハーブ）」をキャッチコピーとして1970年代にスウェーデンで発売し、1980年代に世界展開するが販売を取り止めている地域もある。

## 日本での動向

### 1980年発売（中止）
1980年に発売が企画され、当時サンミュージック所属の新人アイドルであった中山圭子を起用しテレビCMを大々的に展開する予定であった。
しかし、ティモテに使われている成分の一部に日本で認可されていないものが含まれている事が判明し、輸入が延期されることとなった。CMも放送中止になるという大きなアクシデントに見舞われた中山のデビュープロジェクトは崩壊、デビューにはこぎ着けたものの全く注目されなかった。中山は失意のうちに翌年に事務所を退社している。なお、本プロジェクトが崩壊したためサンミュージックが急遽デビューさせることになったのが松田聖子である。

### 1984年新規発売
1984年の発売後に市場占有率20%と好評を得てボディーソープや洗顔フォームなどを商品構成に追加するが、市場販売価格の低下から商品訴求力が回復せず1994年に撤退している。
発売当初のTVCMは大衆認知が広く、タカラの金髪女性人形ジェニーシリーズからティモテモデルが販売された。

### 2013年再発売
1994年以来19年ぶりにオーガニック認証成分配合ノンシリコーン商品を再発売している。
2023年9月末をもって販売終了。